# Сиријски хибискус
Сиријски хибискус  или јесења ружа, сиријска ружа, слезика, ослез, шамлијан, у Кини назива се му ђин(木槿). Род је добио назив од каснолатинског hibiscus, односно латинског hibiscum, а од старогрчког ἰβίσκος (слез), а можда етимологија иде и до келтског језика. Епитет врсте значи сиријски, иако природни ареал није Сирија.

## Опис врсте
Брзорастући листопадни жбун који се лако и брзо шири; има усправне гране и достиже висину до 3 (5) m и ширину до 2 m.
Листови су наизменични, прости, тамнозелени и сјајни, ромбоидни до троугласти, овални до широко ланцетасти, троражњевити или целог обода, димензија 3-10 × 2–4 cm.
Цветови су појединачни, петочлани, прости или дупли до 6 (7,5) cm у пречнику, на вишим гранама, бели, ружичасти, плавичасти, љубичасти некада са тамнијим центром. Хермафродитни су а опрашује се инсектима. Око чашице имају још један омотач са 6-8 режњева – епикаликс. Отварају се само по сунчаном времену. Цвета од јуна до септембра.
Плод је вишесемена, објајаста петоока чаура са густо распоређењим жуђкастим звездастим длачицама; отвара се у јесен. Семе окербраон бубрежастог облика, са праменом рђастих длачица на дорзалној страни; без ендосперма и са згужваним котиледонима Клијање епигеично.

## Ареал
Од природе је распрострањена у источној Азији од Кине (Fujian, Guangdong, Guangxi, Guizhou, Hebei, Henan, Hubei, Hunan, Jiangsu, Jiangxi, Shaanxi, Shandong, Sichuan, Yunnan) до Индије. Среће се испод 1200 m н. в. Расте поред планинских потока, на осунчаним и полусеновитим ивицама шума, на падинама, дуж путева, на ораницама, пашњацима, речним обалама, долинама, и пешчаним спрудовима.
Врло рано је интродукована на Средњи исток и Европу као украсна биљка због култивације. Најпре је интродукована у Америку, још 1600.

## Биоеколошке карактеристике
Лако се адаптира на све услове средине. Нема веће прохтеве према земљишту. Највише јој одговарају светла (песковита), средња (иловаста) до тешка (глиновита) земљишта, богата органском материјом, која задржавају воду; pH земљишта 5,6-7,5. Добро подноси полусенку иако најбоље успева на светлости. Захтева влажно земљиште стога се препоручује коришћење малча током лета, али истовремено добра дренажа је једнако важна јер не подноси забаривање. Тражи топлија станишта, а слабије подноси ниске температуре. Брзо се регенерише после повреда. Биљка се смрзава на температури од -15 °C до -20 °C.

## Значај
Као украсна врста (користи се појединачно или у групама) за постизање летњег и јесењег колорита, за ивице, бордуре, живе ограде пошто добро подноси орезивање. Корен, лист и цвет се користе у фармацији (за чај), у медицини, у хемијској индустрији (за шампоне, креме, парфеме, уља), у исхрани и као зачин..
Доста се уноси на нове локације расадничком трговином. У неким државама САД сматра се инвазивном где се препоручује заламање недозрелих чаура како се врста не би ширила самосевом.
У нашој земљи нема инвазивне карактеристике па се не препоручују мере сузбијања нити успостављање мониторинга ове врсте као потенцијално инвазивне.

## Размножавање
Семе по правилу брзо клија, нема дормантност, па се генеративно размножавање употребљава за ниво врсте и/или за подлоге при калемљењу.
Сиријски хибискус се успешно размножава резницама. Често успех ожиљавања варира од клона до клона. Тако се резнице клона белог цвета 'Pirity' ожиљују слабије од црвеноцветног клона 'Brilliant'. Ако се леторасти који ће се употребити за резнице прстенују (или странгулирају) у основи неколико недеља пре кројења резница, ожиљавање је боље. Зреле резнице се узимају током фебруара-марта и побадају у земљу или супстрат од делова тресета и песка. Ожиљавање се врши на отвореном у хладним или топлим лејама уз претходно третирање фитохормоном (2% IBA). Током јуна узимају се зелене резнице и по третирању фитохормоном(до 1% IBA), ожиљују се под пластичном фолијом или под мистом.
Калемљење се обавља током зиме на подлоге са голим кореном. Од метода најчешће се примењује бочно спајање, а ређе варијанте седластог калемљења, триангулација или у процеп. Окулирање у августу се ретко примењује. За племке је најпогоднији материјал са матичних биљака обликованих у живу ограду и сваке године обилно орезиваних како би се добили снажни леторасти. Алтернатива могу да буду и дебљи и мекши леторасти са калемљених садница из школа, две године по калемљењу. Најбоље подлоге су 1-2 годишње саднице или делови корена основне форме.
Ваздушно полегање Ваздушним полегањем ожиљен је преко 50% Hibiscus syriacus ‘Rosea’

## Унутарврсни таксони
У Флори Кине наводи се низ варијетета који се углавном разликују по боји и грађи цвета, ређе по форми листа:
- H. syriacus var. alboplenus Loudon (白花重瓣木槿 баи хуа чонг бан му ђин) са дуплим белим цветовима, пречника 6–10 cm.
- H. syriacus var. amplissimus L. F. Gagnepain (粉紫重瓣木槿 фен зи цонг бан му ђин) дуплих ружичастољубичастих цветова са црвеним центром.
- H. syriacus var. brevibracteatus S. Y. Hu (短苞木槿 дуан бао му ђин) са ромбоидним лискама клинасте основе и простим љубичастим цветовима и врло малим (3-5 × 0,5–1 mm), свиластим режњевима епикаликса.
- H. syriacus var. elegantissimus L. F. Gagnepain (雅致木槿 ја жи му ђин) са дуплим ружичастим цветовима, пречника 6–7 cm.
- H. syriacus var. grandiflorus Rehder (大花木槿 да хуа му ђин)са простим цветовима црвеним или боје брескве.
- H. syriacus var. longibracteatus S. Y. Hu (长苞木槿 чанг бао му ђин) простих љубичастих цветова и режљева епикаликса дугих скоро као чашични листићи (15-20 × 1–2 mm).
- H. syriacus var. paeoniiflorus L. F. Gagnepain (牡丹木槿 му дан му ђин) дуплих ружичастих или љубичастих цветова, пречника 7–9 cm.
- H. syriacus var. totoalbus T. Moore (白花牡丹木槿 баи хуа му дан му ђин) простих белих цветова.
- H. syriacus var. violaceus L. F. Gagnepain (紫花重瓣木槿 зи хуа чонг му ђин) са дуплим зеленољубичастим цветовима.

Културни таксони укључују и полиплоиде. Прве триплоидне сорте су синтетисане у Националном арборетуму Вашингтон дистрикта (National Arboretum, Washington DC) тако што је добијен тетраплоид ‘William R. Smith’, удвајањем хромозомске гарнитуре у гаметима, који је онда укрштан са диплоидним сортама. Овако добијене раскошноцветајуће триплоидне сорте су стерилне јер непаран број хромозомских гарнитура не дозвољава њихово правилно разилажење при мејози, па не постоји могућност неконтролисаног ширења. Сорте су назване по богињама међу којима је и бела сорта 'Diana', бела ‘Helene’, лавандаружичаста ‘Minerva’ и ружичаста ‘Aphrodite’. На тржишту су и 'Lady Stanley', 'Ardens', 'Lucy', 'Melrose', 'Waltraud' и 'Blushing Bride'.
Култивари носиоци награде за вртне заслуге Краљевског хортикултурног друштва су: 'Blue Chiffon' (плави, полупуни), 'Diana' (прости, бели), 'Hamabo' (светло ружичасти са црвеним центром), 'Lavender Chiffon' (светлојоргованасти), 'Meehanii' (ружичасти са панашираним листовима), 'Oiseau Bleu' ('Blue Bird') (плавољубичасти са бордо центром), 'Red Heart' (бели), 'White Chiffon' (бели, пуни), 'William R. Smith' (бели, прости ) и 'Woodbridge' (тамно ружичасти).